# Basketbol Süper Ligi 2019-2020
La Basketbol Süper Ligi 2019-2020, chiamata per ragioni di sponsorizzazione Tahincioğlu Basketbol Süper Ligi,  è la 54ª edizione del massimo campionato turco di pallacanestro maschile. Il 19 marzo 2020, in seguito alla pandemia causata dalla diffusione del virus COVID-19, la Federazione ha deciso dapprima di sospendere e poi, l'11 maggio, di cancellare la stagione senza assegnare il titolo di campione.

## Squadre
Il campionato, dopo gli avvenimenti della passata edizione, torna ad essere composto da 16 squadre.
Il Sakarya BB, avendo finito la stagione precedente all'ultimo posto, è stato retrocesso in TBL.
Dalla TBL sono state promosse il Bursaspor Basketbol, primo in campionato, ed il OGM Ormanspor, vincitore dei playoff.
Il 17 settembre Istanbul BB annuncia il ritiro dal campionato a causa di problemi finanziari. Il posto vacante viene assegnato alla squadra Sigortam.net İTÜ Basket, la quale aveva perso la finale playoff della TBL contro OGM Ormanspor.
| Squadra           | Città          | Palazzetto                    | Capacità |
| ----------------- | -------------- | ----------------------------- | -------- |
| Afyon Belediye    | Afyonkarahisar | Afyon Atatürk Sports Hall     | 2.000    |
| Anadolu Efes      | Istanbul       | Sinan Erdem Dome              | 16.000   |
| Bandırma B.İ.K.   | Bandırma       | Kara Ali Acar Sport Hall      | 3.000    |
| Beşiktaş          | Istanbul       | BJK Akatlar Arena             | 3.200    |
| Darüşşafaka       | Istanbul       | Volkswagen Arena Istanbul     | 5.000    |
| Bahçeşehir Koleji | Istanbul       | Caferağa Sports Hall          | 1.500    |
| Bursaspor         | Bursa          | Bursa Atatürk Sport Hall      | 3.000    |
| T. Büyükçekmece   | Büyükçekmece   | Gazanfer Bilge Spor Salonu    | 3.000    |
| Fenerbahçe        | Istanbul       | Ülker Sports Arena            | 13.800   |
| Galatasaray       | Istanbul       | Abdi İpekçi Arena             | 12.270   |
| Gaziantep BŞB     | Gaziantep      | Karataş Şahinbey Sport Hall   | 6.400    |
| İTÜ Basket        | Istanbul       | 'İTÜ Ayazağa Spor Salonu      | 2.500    |
| Karşıyaka         | Smirne         | Karşıyaka Arena               | 5.000    |
| Ormanspor         | Ankara         | M. Sait Zarifoğlu Spor Salonu | 2.000    |
| Tofaş Bursa       | Bursa          | Tofaş Nilüfer Sports Hall     | 7.500    |
| Türk Telekom      | Ankara         | Ankara Arena                  | 10.400   |

### Personale e sponsorizzazione
| Squadra                        | Allenatore       | Capitano         | Azienda produttrice delle divise | Sponsor                  |
| ------------------------------ | ---------------- | ---------------- | -------------------------------- | ------------------------ |
| Afyon Belediye                 | Can Sevim        | Ulaş Peker       | Dafron                           | Afjet                    |
| Anadolu Efes                   | Ergin Ataman     | Doğuş Balbay     | S by Sportive                    | Efes                     |
| Bahçeşehir Koleji              | Stefanos Dedas   | Can Altıntığ     | Playoff                          | Bahçeşehir College       |
| Bandırma B.İ.K.                | Hakan Demir      | Rıdvan Öncel     | Dafron                           | Teksüt                   |
| Beşiktaş Sompo Japan           | Duško Ivanović   | Samet Geyik      | Macron                           | Sompo Japan Sigorta      |
| Frutti Extra Bursaspor         | Serkan Erdoğan   | Ender Arslan     | Kappa                            | Uludağ Frutti Extra      |
| Darüşşafaka Tekfen             | Selçuk Ernak     | Erkan Veyseloğlu | Dafron                           | Tekfen                   |
| Arel Üniversitesi Büyükçekmece | Serhat Şehit     | Deniz Kılıçlı    | Dafron                           | Istanbul Arel University |
| Fenerbahçe Beko                | Željko Obradović | Melih Mahmutoğlu | Nike                             | Beko                     |
| Galatasaray Doğa Sigorta       | Ertuğrul Erdoğan | Göksenin Köksal  | Givova                           | Doğa Sigorta             |
| Gaziantep Basketbol            | Nenad Marković   | Can Uğur Öğüt    | Dafron                           |                          |
| Sigortam.net İTÜ               | Andaç Yapıcıer   | Kerem Gönlüm     | Baskethane                       | Sigortam.net             |
| OGM Ormanspor                  | Korhan Aydanarığ | Cevher Özer      | Wanisax                          |                          |
| Pınar Karşıyaka                | Ufuk Sarıca      | Semih Erden      | S by Sportive                    | Pinar                    |
| Tofaş                          | Orhun Ene        | Sammy Mejía      | Dafron                           | Fiat                     |
| Türk Telekom                   | Burak Gören      | Kaya Peker       | Dafron                           | Türk Telekom             |

### Classifica
Aggiornata al 17 marzo 2020
|       | Pos. | Squadra           | G  | V  | P  | PF   | PS   | Dif  | PT |                        |
| ----- | ---- | ----------------- | -- | -- | -- | ---- | ---- | ---- | -- | ---------------------- |
| [ 8 ] | 1.   | Anadolu Efes      | 23 | 21 | 2  | 2045 | 1712 | +333 | 44 | Qualificate ai playoff |
|       | 2.   | Karşıyaka         | 23 | 20 | 3  | 1924 | 1587 | +337 | 43 | Qualificate ai playoff |
|       | 3.   | Galatasaray       | 23 | 16 | 7  | 1868 | 1804 | +64  | 39 | Qualificate ai playoff |
| [ 9 ] | 4.   | Fenerbahçe        | 22 | 17 | 5  | 1785 | 1612 | +173 | 39 | Qualificate ai playoff |
|       | 5.   | Tofaş Bursa       | 23 | 15 | 8  | 2003 | 1790 | 0    | 38 | Qualificate ai playoff |
|       | 6.   | Darüşşafaka       | 23 | 13 | 10 | 1884 | 1763 | +121 | 36 | Qualificate ai playoff |
|       | 7.   | Bandırma B.İ.K.   | 23 | 12 | 11 | 1863 | 1808 | +55  | 35 | Qualificate ai playoff |
|       | 8.   | Beşiktaş          | 23 | 11 | 12 | 1825 | 1845 | -20  | 34 | Qualificate ai playoff |
|       | 9.   | Bursaspor         | 23 | 11 | 12 | 1807 | 1905 | -28  | 34 |                        |
|       | 10.  | Türk Telekom      | 23 | 11 | 12 | 1783 | 1830 | -47  | 34 |                        |
|       | 11.  | Gaziantep BŞB     | 23 | 9  | 14 | 1873 | 1930 | -57  | 32 |                        |
|       | 12.  | Ormanspor         | 23 | 8  | 15 | 1811 | 1944 | -133 | 31 |                        |
|       | 13.  | Bahçeşehir Koleji | 23 | 7  | 16 | 1871 | 2002 | -131 | 30 |                        |
|       | 14.  | Afyon Belediye    | 22 | 7  | 15 | 1757 | 1783 | -26  | 29 |                        |
|       | 15.  | T. Büyükçekmece   | 23 | 3  | 20 | 1693 | 2105 | -412 | 26 | Retrocessa in T2L      |
|       | 16.  | İTÜ Basket        | 23 | 2  | 21 | 1720 | 2092 | -372 | 25 | Retrocessa in T2L      |

## Squadre nelle competizioni europee
| Squadra            | Competizione     | Andamento        |
| ------------------ | ---------------- | ---------------- |
| Anadolu Efes       | Euroleague       | Regular season   |
| Fenerbahçe Beko    | Euroleague       | Regular season   |
| Tofaş Bursa        | Eurocup          | Quarti di finale |
| Galatasaray        | Eurocup          | Top 16           |
| Darüşşafaka Tekfen | Eurocup          | Top 16           |
| Türk Telekom       | Champions League | Quarti di finale |
| Beşiktaş           | Champions League | Ottavi di finale |
| Bandırma B.İ.K.    | Champions League | Ottavi di finale |
| Gaziantep          | Champions League | Regular season   |
| Bahçeşehir Koleji  | FIBA Europe Cup  | Semifinali       |
| Pınar Karşıyaka    | FIBA Europe Cup  | Semifinali       |

in corsivo le fasi raggiunte nella competizione ancora in corso